# 裴懐亮
裴懐亮（はい かいりょう、裴怀亮、英語: Pei Huailiang、1941年5月 - ）は、中華人民共和国の政治家、軍人。党中央委員会候補委員、国防大学校長、全国人民代表大会外事委員会委員を務める。党第14・15・16期中央候補委員である。

## 経歴
1941年5月に山西省新絳に誕生した。1961年7月に中国共産党に入党し、中国人民解放軍に入隊した。文書、小隊長代理、軍司令部作訓参謀、副大隊長、大隊長、連隊参謀長、連隊長を歴任し、1978年に司令部作訓処処張、1980年に師団参謀長となる。
1982年に軍事学院を卒業し、副師団長に任命される。1983年に陸軍第21軍参謀長、1985年8月に第21集団軍副軍長、1986年12月に軍長、1988年に少将、1990年に南京軍区副参謀長、1993年12月に済南軍区副司令員となった。1995年には中将に昇格した。
2003年1月に国防大学校長となり、2006年6月に上将に昇格した。
2008年3月15日に第11期全国人民代表大会第1回会議において全国人民代表大会常務委員会委員に選出され、同月17日には外事委員会委員に任命された。